# 汉昌县 (湖南)
汉昌县，中国古县名。
东汉汉桓帝、汉灵帝时析罗县置，治所在今湖南省平江县东南金铺观。属长沙郡。建安十四年（209年），孙权以此县为周瑜奉邑。次年又于此县置汉昌郡，以鲁肃为太守。三国吴改名吴昌县。